# Club Deportivo UAI Urquiza
O Club Deportivo UAI Urquiza é um clube polideportivo de Villa Lynch, província de Buenos Aires, Argentina.  Sua principal atividade é o futebol, onde encontra-se disputando a Primera B Metropolitana no masculino e o Campeonato Argentino Série A no feminino. Atualmente, a equipe se destaca mais no futebol feminino, onde conquistou por 5 vezes o título nacional e foi semifinalista da Copa Libertadores da América de Futebol Feminino.

## História
O clube foi fundado em 21 de maio de 1950 como Club Deportivo Social y Cultural Ferrocarril Urquiza. Desde a fundação e por mais de cinquenta anos, foi presidido por Carmelo Juan Santoro, até se fundir ao Club Deportivo Universidad Abierta Interamericana no ano de 2009, refundando-se como Club Deportivo UAI Urquiza.

## Títulos

### Futebol masculino
- Primera C: 1 (2012-13)
- Primera D: 1 (2009-10)

### Futebol feminino
- Campeonato Argentino: 5 (C 2012, Final 2014, 2016, 2017-18 e 2018-19)